# Rambo (roman)
Pour les articles homonymes, voir Rambo.
Rambo (ou parfois Premier Sang ; titre original : First Blood) est un roman de David Morrell publié en 1972.
En France, le roman est édité pour la première fois sous le titre Rambo par les éditions Belfond en 1983, après la sortie du film Rambo en 1982. En 2013, les éditions Gallmeister réédite le roman sous le titre Premier Sang et en version intégrale.

## Résumé
L’ancien béret vert Rambo erre sans but dans la petite ville de Madison. Il ne tarde pas à se mettre à dos le shérif Teasle, qui ne voit pas d'un très bon œil le passage de vagabonds dans sa juridiction.

## Adaptation cinématographique
Le roman est adapté en 1982 au cinéma dans le film Rambo par Ted Kotcheff avec Sylvester Stallone. Le titre original du film reprend le titre First Blood. Ce film donnera lieu à 4 suites : Rambo 2 : La Mission (Rambo: First Blood Part II, 1985), Rambo 3 (Rambo III, 1988)  John Rambo (Rambo, 2008) et Rambo: Last Blood  (Rambo, 2019).
David Morrell novélise lui-même les films Rambo 2 : La Mission et Rambo 3.

### Différences avec le film
Dans le roman, le shérif Wilfred Teasle surnomme Rambo « le gamin » (the kid), ce qui correspond mal à l'image assez musclée donnée par Sylvester Stallone dans le film. De plus, Rambo est barbu dans le roman, accentuant le côté vagabond et hippie que Teasle ne veut pas voir dans sa ville.
Rambo n'ayant aucun papier d'identité et refusant de la dévoiler, son nom ne sera connu que bien plus tard dans le roman, ce qui explique aussi que Teasle continuera de l'appeler « le gamin ». Le prénom John pour Rambo n’apparaît pas dans le roman, il n'a été inventé que pour le film.
Le roman est plus violent que le film : Rambo tue un premier homme lors de son évasion du bureau du shérif, à l'aide du rasoir avec lequel les hommes du shérif voulaient lui couper les cheveux, ce qui lui rappelle les tortures subies pendant sa captivité lors de la guerre du Viêt Nam. Lors de la première journée de traque dans la forêt, Rambo tue tous les hommes à sa poursuite, à l'exception de Teasle qui réussit à lui échapper, soit plus d'une dizaine d'hommes, y compris ceux en hélicoptère, ainsi que les chiens, alors que dans le film, il ne tue que les chiens, le seul humain qui perd la vie étant l'adjoint sadique de Teasle qui tombe de l'hélicoptère par accident.
Dans le roman, le shérif Teasle est un ancien vétéran de la guerre de Corée, étant en première ligne lors de la bataille du réservoir de Chosin. Il a été décoré de la Distinguished Service Cross pour ses actes pendant cette guerre. Cette distinction est juste un cran en dessous de la Medal of Honor, plus haute distinction militaire aux États-Unis, dont a été décoré Rambo. Ces similitudes entre les deux hommes sont à l'origine d'un lien particulier qui va les unir, et de l’obsession de chacun de vouloir tuer l'autre. Ainsi, Teasle, blessé, fatigué et sous médicaments, va réussir à penser comme Rambo et prévoir ses mouvements.
Rambo parait aussi un peu plus humain dans le roman : il se retrouve rapidement gravement blessé, en proie à l'hésitation et aux doutes, et pensera même un instant à se rendre. Il envisagera même le suicide, ultime moyen enseigné lors de sa formation militaire pour éviter d'être attrapé par l'ennemi.
Samuel Trautman n'est pas colonel dans le roman, mais capitaine. Cependant, dans la nouvelle traduction de 2013, il est bien colonel. Teasle se demande si Trautman est réellement venu les aider à capturer Rambo, ou essayer de l'aider à s'échapper. En effet, dès son arrivée, Trautman ne cache pas une certaine fierté des actes de Rambo, en expliquant qu'un tel carnage est normal étant donné que cela fait partie de sa formation militaire. De plus, Trautman s'étonne que Teasle ait réussi à rester en vie, et voit presque là une défaillance anormale de Rambo.
Après une confrontation entre Rambo et Teasle dans la ville en feu à la fin du roman, ils se retrouvent tous les deux gravement blessés et sur le point de mourir. Rambo envisage même à un moment de se suicider à l'aide d'un bâton de dynamite, mais c'est Trautman qui l’achèvera d'une balle dans la tête. Teasle meurt un instant après à la suite de ses blessures.